# Prosimulium latimucro
Prosimulium latimucro är en tvåvingeart som först beskrevs av Günther Enderlein 1925.  Prosimulium latimucro ingår i släktet Prosimulium och familjen knott. Arten har ej påträffats i Sverige. Inga underarter finns listade i Catalogue of Life.